# Joule
Joule (v češtině nejčastěji [džaul] či [džoul] nebo [džúl] ) je jednotka práce a energie, jeho značka je J. V soustavě SI patří joule mezi odvozené jednotky, ze základních jednotek SI je odvozen vztahem:
{\displaystyle \mathrm {J} =\mathrm {\dfrac {kg\,m^{2}}{s^{2}}} },
což lze také zapsat jako
{\displaystyle \mathrm {J=N\,m} },
kde kg je kilogram, m je metr, s je sekunda, N je newton.
1 joule je definován jako práce, kterou koná síla 1 N působící po dráze 1 m ve směru pohybu.

## Další jednotky energie
Jednotka joule byla pojmenována na počest anglického fyzika Jamese P. Joulea. K zapamatování základních jednotek, ze kterých je složena, lze využít rovnici E = mc² (E je energie v joulech, m hmotnost v kilogramech, c rychlost světla v metrech za sekundu).
Protože jednotka 1 joule je relativně malá, používají se v praxi její násobky (kilojoule, megajoule, gigajoule, terajoule), případně se používají jednotky odvozené z jednotky výkonu (1 Watt) – například kilowatthodina (kWh). Samotné jednotce joule je pak ekvivalentní wattsekunda.
Přepočty joule na kWh:
- 1 J = 2,778×10−7 kWh
- 1 J = 1 Ws
- 1 kWh = 3 600 000 J = 3,6 MJ = 1,343 PS (hodin koňské síly)

Starší jednotky energie jsou kalorie (značka cal) a erg. Pro malé energie na atomární úrovni se používá též jednotka elektronvolt (značka eV).
- 1 cal = 4,187 J
- 1 kcal = 1000 cal = 4187 J (energie nutná za standardních podmínek k ohřátí 1 kg vody o 1 °C)
- 1 erg = 10−7 J
- 1 eV = 1,602×10−19 J

V souvislosti se spotřebou energie se občas vyskytuje i jednotka zvaná ekvivalent tuny ropy (Ton of Oil Equivalent – TOE nebo toe). Odpovídá energii získané z jedné tuny ropy. Řidčeji se objevují jednotky jako ekvivalent barelu ropy (Barrel of oil equivalent – BOE). Další zavedené jednotky jsou BTU (British Thermal Unit – britská tepelná jednotka), therm a tTNT (tuna trinitrotoluenu).
- 1 J = 2,39×10−11 TOE
- 1 TOE = 41,868×109 J
- 1 BOE = 0,146 TOE ≈ 6,113×109 J
- 1 BTU = 1055 J
- 1 therm = 105 MJ ≈ 1 000 000 BTU
- 1 tTNT = 4,187×109 J ≈ 1 Gcal